# Geórgia (Estados Unidos)
A Geórgia é um dos 50 estados dos Estados Unidos, localizado na Região Sudeste do país, a leste do rio Mississippi, desde que a Virgínia Ocidental separou-se da Virgínia em 1863 (embora Michigan, Flórida e Wisconsin sejam maiores se a área ocupada por água é incluída), sendo o 24º maior estado do país em geral. O crescimento populacional da Geórgia é um dos mais altos do país em tempos atuais. Sua população cresceu em torno de 26% entre 1990 e 2000, de 6 478 216 habitantes em 1990 para 8 186 453 habitantes em 2000.
A maior parte da Geórgia é coberta por florestas, primariamente pinheiros, pessegueiros e magnólias. O terreno do norte do estado é primariamente montanhoso, com o sul possuindo um terreno mais plano e menos acidentado. Os aspectos naturais do Geórgia foram e ainda são muito importantes para o estado. Culturalmente, as belezas naturais inspiraram diversos artistas que cresceram no estado. Economicamente, fazem do turismo e da indústria madeireira importantes fontes de renda da Geórgia. O estado é um dos líderes nacionais na produção de produtos de madeira. Suas florestas lhe renderam o cognome The Peach State (O Estado Pêssego) e um ditado popular, Tall as Georgia Pine ("Alto como um pinheiro-da-geórgia").
A região que constitui atualmente a Geórgia fora disputada durante o final do século XVII e o início do século XVIII, entre o Reino Unido e a Espanha. A Geórgia então fazia parte de uma colônia chamada de Carolinas, que incluía também os atuais estados de Carolina do Norte e Carolina do Sul. Em 1724, os britânicos criaram a colônia de Geórgia. Em 12 de fevereiro de 1733, os primeiros assentadores britânicos instalaram-se na região, no que atualmente constitui Savannah. A Geórgia foi a última das Treze Colônias criada pelos britânicos.
A Geórgia prosperou a partir da década de 1750, com o cultivo de arroz e milho, e tornando-se um líder da indústria agrária das Treze Colônias. Após a vitória americana na Revolução Americana de 1776, a Geórgia tornou-se em 2 de janeiro de 1788 o quarto estado americano. A Geórgia aderiu à secessão em 1861, entrando nos Estados Confederados da América. A Geórgia foi um dos Estados mais duramente atingidos pela Guerra Civil Americana. Até o início do século XX, a economia do estado dependia da agropecuária. A partir de então, a manufatura tornou-se a principal fonte de renda do Estado, sendo que mais recentemente o setor de finanças se tem tornado também uma fonte de renda primária.

## História

### Até 1730
Nativos americanos viviam na região onde atualmente localiza-se o estado da Geórgia milhares de anos antes da chegada dos primeiros exploradores europeus. Os primeiros nativos americanos a instalarem-se na região foram uma tribo pré-histórica, chamada de mound buiders — construtores de montes, por construírem pequenos montes de terra, para cerimônias culturais. Alguns séculos antes da chegada dos primeiros exploradores europeus, os creek e os Cherokees instalaram-se na região, no norte e no sul, respectivamente, do atual estado de Geórgia, gradualmente tomando o lugar dos mound builders.
O primeiro assentamento europeu em território americano foi fundado em 1526, pelo espanhol Lucas Vásquez de Ayllón. Não se sabe ao certo a localização deste assentamento, se fora fundado no litoral atlântico da Carolina do Sul ou da Geórgia. Seis meses após a fundação, o assentamento foi abandonado por causa do mau tempo e de doenças.
Em 1540, o espanhol Hernando de Soto, tendo partido da então colônia espanhola de Flórida em direção ao Rio Mississippi, explorou partes do atual estado de Geórgia. Na região, Soto entrou em contato com os mound builders, tendo sido o único europeu que se tem notícia de ter avistado este grupo indígena. Acredita-se que os mound buiders extinguiram-se durante a década de 1560.
Em 1564, assentadores franceses fundaram um assentamento permanente na colônia espanhola de Flórida. As notícias deste fato enfureceu o então Rei espanhol, Filipe II de Espanha. A mando do Rei, que reivindicava toda a região sul dos atuais Estados Unidos, incluindo a região da atual Geórgia, tropas espanholas foram enviadas para expulsarem os franceses. Estes foram expulsos em 1565, e então, diversos fortes foram fundados na costa atlântica dos atuais Estados Unidos, tendo uma sendo construída na atual Geórgia, em 1566, na Ilha de St. Catherines.
A região da atual Geórgia continuaria pouco explorada por europeus até o início do século XVIII, e os espanhóis, em busca primariamente de reservas de metais preciosos, pouco deram atenção ao terreno montanhoso e florestado da Geórgia. Em 1629, os ingleses passaram a reivindicar a região. Neste ano, o rei Carlos I de Inglaterra criou uma colônia, a colônia de Carolinas, do qual a Geórgia fazia parte. Em 1721, os britânicos criaram um forte próximo ao rio Altamaha, tendo abandonado o forte em 1727, por causa de seu alto custo de manutenção.

### 1730 — 1865
Em 1730, um grupo de britânicos passou a estabelecer planos para a criação de uma colônia no sul inexplorado das Carolinas. Esta colônia foi nomeada de Georgia, em homenagem ao então monarca do Reino Unido, o rei Jorge II da Grã-Bretanha, George em inglês. Este autorizou a criação desta nova colônia através da secessão da região sul das Carolinas. Inicialmente, este grupo de britânicos planejou enviar prisioneiros ou pessoas endividadas à região. Este plano, porém, foi abandonado, sendo que apenas alguns endividados foram enviados à região, pessoas dos quais não se tiveram mais notícia após sua saída do Reino Unido.
Em 1732, o rei Jorge II deu uma licença de operação da nova colônia de Geórgia, por 21 anos, para uma corporação, chamada de Trustees for Establishing the Colony of Georgia in America (em português: Corporação para o Estabelecimento da Colônia de Geórgia na América), cujo objetivo era financiar e fornecer o recrutamento e o transporte de colonos entre a Europa e a Geórgia. Apesar dos protestos dos espanhóis, que reivindicavam a região, os primeiros colonos britânicos, liderados por James Oglethorpe, foram enviados à Geórgia em 17 de novembro de 1732, partindo do Reino Unido, a bordo do HMS Anne. Em 12 de fevereiro de 1733, estes colonos desembarcaram na região onde atualmente está localizada a cidade de Savannah. Estes colonos tiveram a assistência de Tomochichi, chefe indígena de uma tribo creek, que ajudaram os colonos a construírem abrigos adequados e a cultivar milho e arroz, bem como persuadiu outras tribos indígenas a não atacarem os novos colonos. Nos 21 anos do qual a Geórgia fora controlada pelo Trustees, mais de 4 mil colonos instalaram-se na Geórgia, dos quais metade tiveram suas despesas de viagem pagas pelo Trustees.
Ambos o Reino Unido e a Espanha reivindicavam a Geórgia. Esta questão, mais o fato da existência do comércio ilegal entre comerciantes britânicos e colônias espanholas nas Américas, fizeram com que a Espanha e o Reino Unido entrassem em guerra em 1739. Nesta guerra, Oglethorpe tentou anexar a colônia espanhola de Flórida, embora não fosse bem sucedido. Em 1742, após a captura de uma força militar espanhola primária, na Ilha de St. Simons, em Geórgia, por parte de Oglethorpe e suas tropas, terminou com a guerra. Porém, a questão da reivindicação da Geórgia continuou.
Durante o período no qual a Geórgia esteve sob o controle do Trustees, os colonos da Geórgia tinham diversas limitações impostas pela coroa britânica, que não aplicavam-se a outras das Treze Colônias. Por exemplo, não podiam fazer uso do trabalho escravo. Enquanto que a economia da Carolina do Norte e da Carolina do Sul prosperavam com o cultivo de milho e de arroz, a economia da Geórgia sofrera com baixas exportações e altos preços de produtos importados, levando a muitos recorrerem para o contrabando de produtos espanhóis via Flórida. Em 1752, o Trustees abriram mão de sua licença, e Jorge II reorganizou a colônia como uma província colonial, em 1754, e removendo as restrições anteriormente impostas à colônia. A Geórgia então prosperou economicamente, e sua população passou a crescer rapidamente.
O primeiro conflito na Geórgia na Guerra da Independência dos Estados Unidos foi a tentativa de captura de onze navios carregados de arroz, no porto de Savannah, em 1776, tendo conseguido capturar apenas dois. Em 24 de julho de 1778, a Geórgia ratificou os Artigos da Confederação, o pai da Constituição dos Estados Unidos. Savannah foi conquistada pelos britânicos em dezembro de 1779. No final de setembro de 1779, forças navais americanas, com auxílio da Marinha francesa, tomaram a cidade, após um cerco de três semanas. Apesar da reconquista da cidade, a maior parte da Geórgia estava sob controle britânico ao final de 1779. Foi somente em 1782 que as tropas britânicas presentes na Geórgia abandonariam a colônia. Após o fim da Revolução Americana, em 1783, e sob os termos do Tratado de Paris, os Estados Unidos tomaram o controle de todas as colônias britânicas ao sul dos Grandes Lagos, ao norte do golfo do México e a leste do rio Mississipi. A região que atualmente constitui os Estados de Alabama e Mississippi, então, foram anexados à Geórgia. Esta tornou-se o quarto estado americano, em 2 de janeiro de 1788.
Na década de 1790, o cultivo de algodão tornou-se a principal fonte de renda do Estado, graças à invenção de um equipamento que separava com facilidade a fibra de algodão da semente. A nova indústria, porém, não aumentou sensivelmente a demanda por terras na maior parte da Geórgia, relativamente isolada do resto do país por causa das montanhas, florestas e pântanos ao norte do Estado. Companhias privadas compraram grandes quantidades de terras do governo da Geórgia, por apenas cerca de quatro centavos de dólar o hectare, graças ao pagamento de propina a oficiais do governo estadual. Estas terras também incluíam partes do Alabama e do Missouri. Porém, a descoberta deste caso de corrupção, conhecido como Fraude de Yazoo, levou a população do estado escolherem novos legisladores nas eleições governamentais de 1795. O novo governo rejeitou a venda, embora muitos se tenham recusado em devolver as terras. Este problema foi resolvido na década de 1800. Em 1802, a Geórgia vendeu todas as suas terras a oeste do rio Chattahoochee ao governo federal. Em 1810, a Suprema Corte dos Estados Unidos julgou que a venda era legal, e em 1814, o Congresso americano aprovou 4,2 milhões de USD a ser distribuído entre assentadores e o governo da Geórgia.
Mais terras foram adquiridas através da expulsão dos nativos americanos da região, forçando-os a migrarem para além do oeste do rio Mississippi — região que ainda não fazia parte dos Estados Unidos. Em 1827, todas as tribos Creek da Geórgia concordaram em venderem suas terras ao governo americano, e a migrarem para o Território de Oklahoma. Em 1829, ouro foi descoberto na Geórgia, atraindo milhares de assentadores brancos de outros Estados, o que fez com que os habitantes do estado passassem a pressionar o governo a removerem os cherokee, que possuíam os direitos de propriedade de terra de grandes áreas da Geórgia, possuíam seu próprio governo e não reconheciam a autoridade do governo da Geórgia (ver Constituição Cherokee de 1827). Em 1830, com o Ato de Remoção Indígena, os cherokees e todas as tribos nativos americanas vivendo na região foram forçados a migrar para o Território de Oklahoma, sendo que a última tribo cherokee a migrar para Oklahoma assim fez em 1838.
A economia da Geórgia, ao longo da primeira metade do século XIX, dependia em grande parte do cultivo, processamento e da exportação do algodão para países europeus. Porém, para a venda do algodão em preços baixos e competitivos no mercado europeu, o uso do trabalho escravo era necessário. Após a eleição do abolicionista Abraham Lincoln em 1861, o Governador Joseph E. Brown passou a liderar um movimento a favor da separação da Geórgia do restante dos Estados Unidos. Em 19 de janeiro de 1861, a Geórgia tornou-se o quinto estado americano a separar-se da União, juntando-se aos Estados Confederados da América. Ironicamente, um político anteriormente contra a secessão da Geórgia da União, Alexander H. Stephens, tornou-se Vice-Presidente da Confederação.

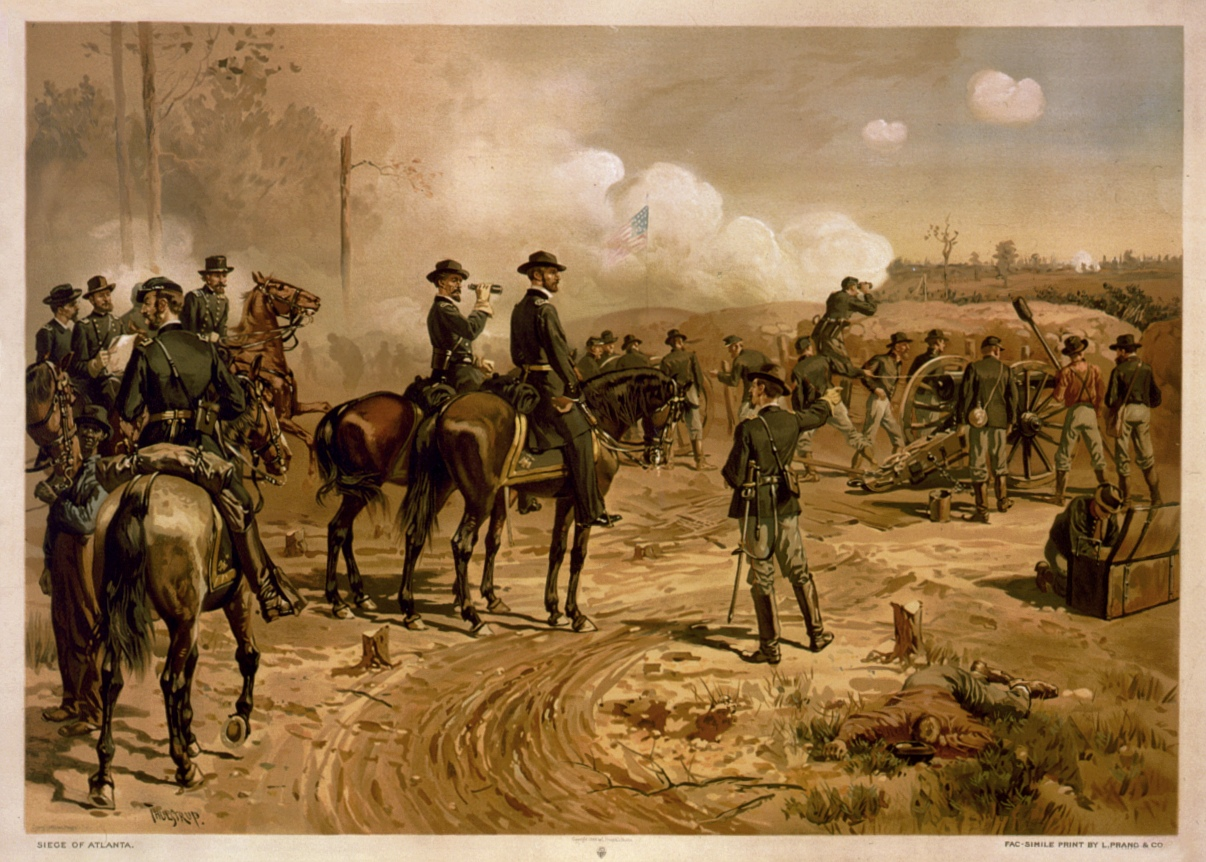
The Siege of Atlanta de 1886 representa soldados da União durante a Batalha de Atlanta em 1864.

Logo durante o início da Guerra Civil Americana, a Marinha da União bloqueou todo o litoral da Geórgia, colocando diversos navios em torno do principal porto do Estado, Savannah, assim interrompendo a exportação de algodão do estado aos países europeus. Em setembro de 1863, tropas da União, lideradas por William T. Sherman venceram uma força confederada, na Batalha de Chattanooga, uma das primeiras grandes vitórias da União, realizada no extremo noroeste do Estado. Em maio de 1864, Sherman avançaria em direção ao sudeste, capturando Atlanta em setembro, tendo queimado a cidade em novembro. Então, Sherman continuou a avançar rumo a Savannah. Em seu caminho, Sherman mandou a destruição de quaisquer propriedades de valor — como fábricas, ferrovias e estruturas públicas; e roubando suprimentos em fazendas e nas cidades em que passavam, causando um prejuízo estimado em 100 milhões de USD. Savannah seria finalmente conquistada por Sherman em setembro de 1864.

### 1865 — Tempos atuais

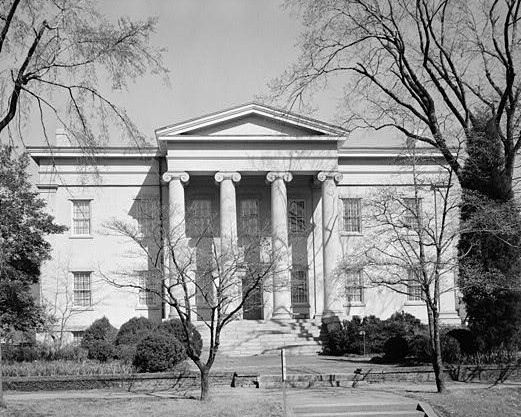
Antiga residência dos governadores da Geórgia no Condado de Baldwin, 1936

A Geórgia foi um dos Estados da Confederação que mais sofreu com a guerra. A grande destruição causada pelo avanço de Sherman na Guerra Civil Americana, as grandes baixas sofridas pelo estado — mais do que qualquer estado da Confederação com exceção da Virgínia — e a economia em estilhaços causaram uma grande depressão, não somente econômica como também social na Geórgia. Tropas americanas ocuparam a Geórgia até 1870. Em 1868, a Geórgia foi readmitida à União como estado americano. Porém, em 1869, foi expulso, por recusar-se a ratificar a 15a Emenda da Constituição americana, que dava o direito de voto a qualquer pessoa do sexo masculino maior de idade — independente de raça. Então, mais de metade da população da Geórgia era afro-americana. Foi somente em 1870 que a Geórgia ratificaria esta emenda, tendo sido readmitida à União em 15 de julho, sendo o último estado da antiga Confederação a ser readmitido.
Nas décadas finais do século XIX, a indústria de manufatura passou a tornar-se cada vez mais uma fonte de renda importante no Estado. Ao mesmo tempo, diversas ferrovias foram construídas no Estado, e gradualmente, o algodão deixava de ser a fonte de renda mais importante dos agricultores da Geórgia, que passaram a diversificar seus cultivos. Na década de 1890, o estado aumentou drasticamente as verbas estaduais destinadas à educação e assistência social e econômica. No início do século XX, a manufatura passou a ser a fonte de renda mais importante de renda da Geórgia. A Primeira Guerra Mundial aumentou ainda mais a produção industrial e agropecuária do Estado.
Em 1922, Rebecca L. Felton tornou-se governadora do Estado. Foi a primeira mulher a assumir o posto de governador em um estado americano na história dos Estados Unidos, tendo, no entanto, atuado por apenas um dia. Durante os primeiros anos da década de 1920, besouros causaram grandes estragos nas plantações de algodão do Estado, causando uma grande recessão no setor agrário da Geórgia, com muitos fazendeiros perdendo todas suas colheitas, endividando-se e sendo forçados a venderem suas fazendas.
A Geórgia foi duramente atingida pela Grande Depressão, onde a recessão do setor agropecuário do estado agravou-se, e muitas fábricas e estabelecimentos comerciais fecharam ou dispensaram milhares de trabalhadores. Os efeitos da recessão seriam minimizados através de programas governamentais de assistência a partir de 1933, mas a recessão acabaria somente com a entrada do país na Segunda Guerra Mundial. Durante a guerra, a migração de grandes quantidades de pessoas de áreas rurais para as cidades no estado aumentou drasticamente. Em 1943, a Geórgia tornou-se o primeiro estado americano a permitir que pessoas com mais de 18 anos de idade votassem em eleições — anteriormente, apenas pessoas com mais de 21 anos de idade podiam votar.

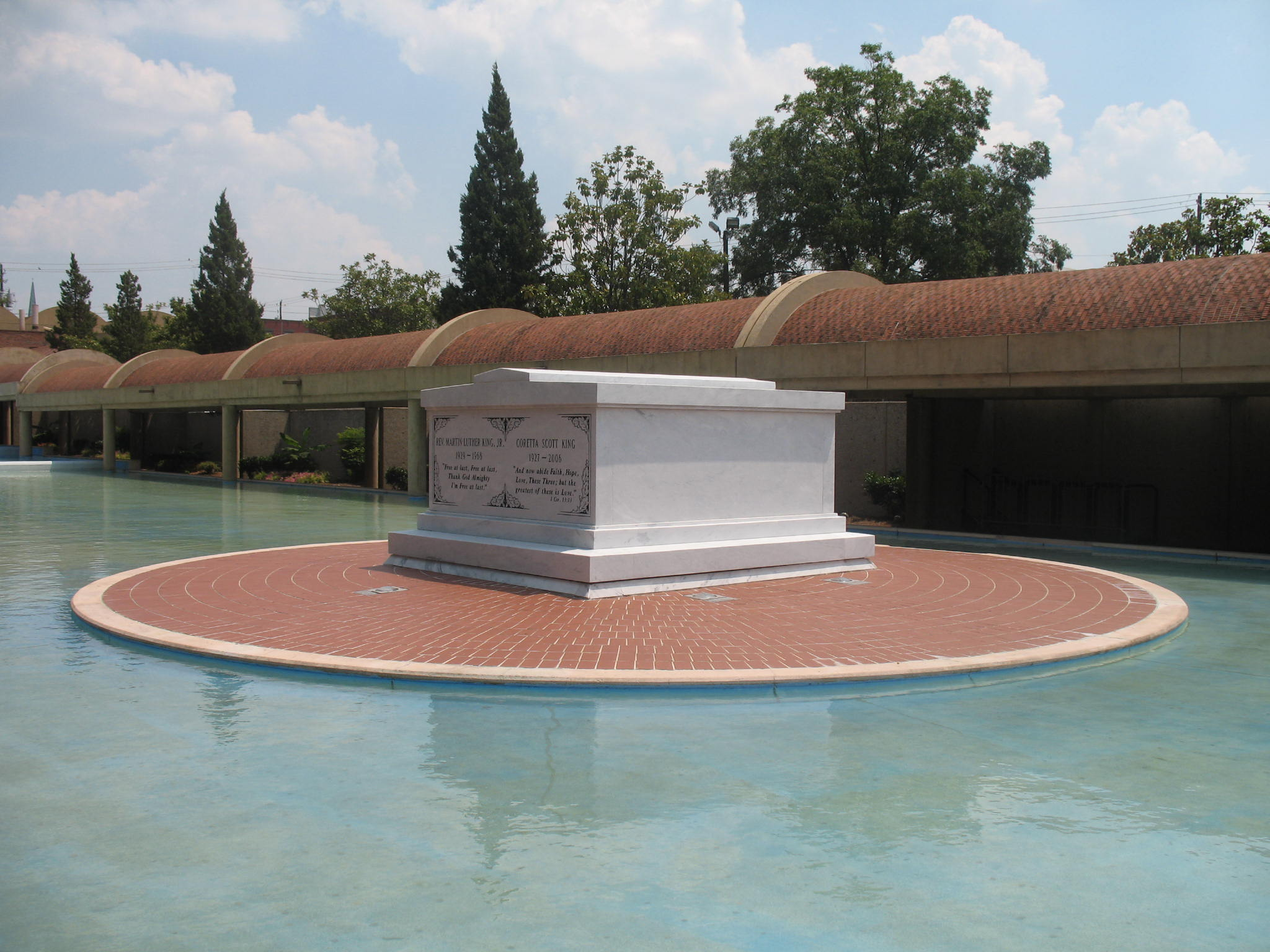
Tumba de Martin Luther King e sua esposa Coretta King no King Center, Atlanta.

A indústria de manufatura da Geórgia cresceu drasticamente nos anos que se seguiram a Segunda Guerra Mundial, graças a custos operacionais relativamente baixos. Em 1950, pela primeira vez na história do Estado, mais pessoas trabalhavam no setor de manufatura do que no setor agropecuário. A migração populacional do campo para a cidade também aumentou, e em 1960, a população urbana da Geórgia ultrapassara sua população rural. Ao mesmo tempo, a grande migração de afro-americanos do Sul dos Estados Unidos em direção aos Estados industrializados do norte diminuiu a proporção de negros na população do Estado. Atualmente, cerca de 28,7% da população do estado é afro-americana.
Até o início da década de 1960, todas as escolas da Geórgia eram segregadas. Em 1954, uma decisão da Suprema Corte dos Estados Unidos ordenou que todos os Estados que obrigavam ou permitiam a segregação racial em escolas passassem a integrar todos os seus distritos educacionais. Foi somente a partir de 1960 que o governo da Geórgia iniciou a integração, após um mandato do governo americano, para integrar ou fechar suas escolas. Em 1961, pela primeira vez na história do Estado, crianças afro-americanas frequentavam pela primeira vez escolas anteriormente permitidas apenas para branco. O processo de integração racial nas escolas foi lento, sendo que em 1965 apenas cerca de um quinto dos distritos educacionais da Geórgia estavam integrados. Em 1969, uma nova ordem do governo federal tornou mandatória a aceleração do processo de integração em todas as escolas do Estado.
Durante a década de 1970, muitos brancos mudaram-se de áreas pesadamente habitadas por afro-americanos, mudando-se para regiões onde negros são muito menos numerosos, causando um grande aumento da proporção de negros na população de numerosas grandes cidades — em especial, Atlanta. Atualmente, cerca de dois terços da população de Atlanta são afro-americanos. O crescimento populacional da Geórgia disparou a partir de então, e atualmente, a Geórgia é um dos Estados americanos em mais rápido crescimento no país.

## Geografia

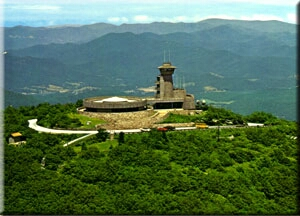
Trecho das Brasstown Bald, o ponto culminante do estado.

A Geórgia limita-se ao norte com o Tennessee, a nordeste com a Carolina do Norte e Carolina do Sul, leste com o oceano Atlântico e a Carolina do Sul, ao sul com a Flórida e a oeste com o Alabama. A Geórgia é o maior estado do país a leste do Rio Mississippi, desde que a Virgínia Ocidental se sucedeu da Virgínia em 1863. Com quase 154 mil km2, é o 24º maior estado americano em área do país. O terreno acidentado da região norte do estado faz com que cataratas sejam comuns na região. Os mais altos são o Amicalola, com seus 222 m de altura, e o Toccoa, com seus 57 m.
Os principais rios que cortam a Geórgia são os Altamaha, Chattahoochee, Flint e o Savannah. O litoral do estado possui 161 km de extensão — total que sobe para 3 772 km, quando inclui-se todas as regiões banhadas pelo mar, como o litoral ao longo de ilhas oceânicas, baías e estuários. Cerca de 60% da Geórgia é coberto por florestas.
A Geórgia pode ser dividida em seis distintas regiões geográficas:
- O Planalto do Apalache ocupa uma pequena área no extremo noroeste da Geórgia. Caracteriza-se pelo seu terreno acidentado e montanhoso, situado a uma altitude entre 550 e 600 m. Também caracteriza-se pela suas estreitas cadeias paralelas de montanhas, com vales também estreitos.
- A Região do Vale e Serras dos Apalaches, caracterizada pelo seu terreno relativamente pouco acidentado, com grandes vales — de solo muito fértil — e por suas largas serras. Envolve a região do Planalto do Apalache.
- O Blue Ridge ocupa o canto oriental da porção norte da Geórgia, estando imediatamente a leste da Região do Vale e Serras dos Apalaches. Caracteriza-se pelo seu terreno acidentado e muito montanhoso, variando entre 600 a mais de 1 200 m. A região possui o ponto mais alto da Geórgia, o Monte Brassmount, com seus 1 458 m de altitude.
- O Piemonte, localizado ao sul das três regiões mencionadas acima, caracteriza-se pelo seu terreno relativamente plano e pouco acidentado, com uma altitude média de 450 m no norte, diminuindo gradativamente à medida que se viaja para o sul. O sul do Piemonte possui uma altitude média de 120 m. Cinco das maiores cidades do estado — Atlanta, Athens, Augusta, Columbus e Macon estão localizadas nesta região, a mais povoada da Geórgia.
- As Planícies Orientais da Costa do Golfo ocupam todo o sudoeste da Geórgia, estando localizada logo ao sul do Piemonte. Caracteriza-se pelo seu terreno plano e muito pouco acidentado, um solo relativamente arenoso — onde a maior parte do cultivo de amendoim, cebolas, batatas e melancias do estado é realizada.
- As Planícies da Costa do Atlântico ocupam todo o sudeste da Geórgia, estando localizada logo ao sul do Piemonte e a leste das Planícies Orientais da Costa do Golfo. Caracteriza-se pelo seu terreno pouco acidentado, de baixa altitude — de 0 m no litoral do estado com o Oceano Atlântico — e pelo seu solo muito fértil.

### Clima
A Geórgia possui um clima subtropical, relativamente ameno no inverno e quente no verão. Temperaturas são mais amenas próximos ao Oceano Atlântico. A temperatura anual do estado é de 18°C.
A temperatura no inverno diminui à medida que se viaja para o norte. O sul da Geórgia possui média de 11 °C no inverno, enquanto que o norte possui uma média de 5 °C. No inverno, a média das mínimas é de 7 °C no sul e de 0 °C no norte. A média das máximas é de respectivamente 17 °C e 10 °C. Extremos variam entre -10 °C e 20 °C. A menor temperatura já registrada em Geórgia é de -27 °C, registrada em 27 de janeiro de 1940, no Condado de Floyd.
No verão, a variação de temperatura do estado é mínima, dependendo basicamente a altitude do terreno — quanto mais alta menor a temperatura média no verão. No verão, a média das mínimas do estado é de 22 °C, e a média das máximas é de 33 °C. A maior temperatura já registrada em Geórgia é de 44 °C, registrada em 20 de agosto de 1983, em Greenville.
As taxas de precipitação média anual de chuva da Geórgia é de 127 cm de precipitação por ano. A média anual é maior no norte do estado — onde chega aos 150 cm anuais — e menor na região central do Estado, que recebe cerca de 115 cm anuais. Os meses mais úmidos do ano na Geórgia são julho e agosto, e os meses mais secos são outubro e novembro. Neve é rara no Estado. A taxa de precipitação média anual de neve da Geórgia é muito baixa: o estado recebe cerca de de 2,5 cm de neve por ano, a maior parte no norte do estado.

## Política

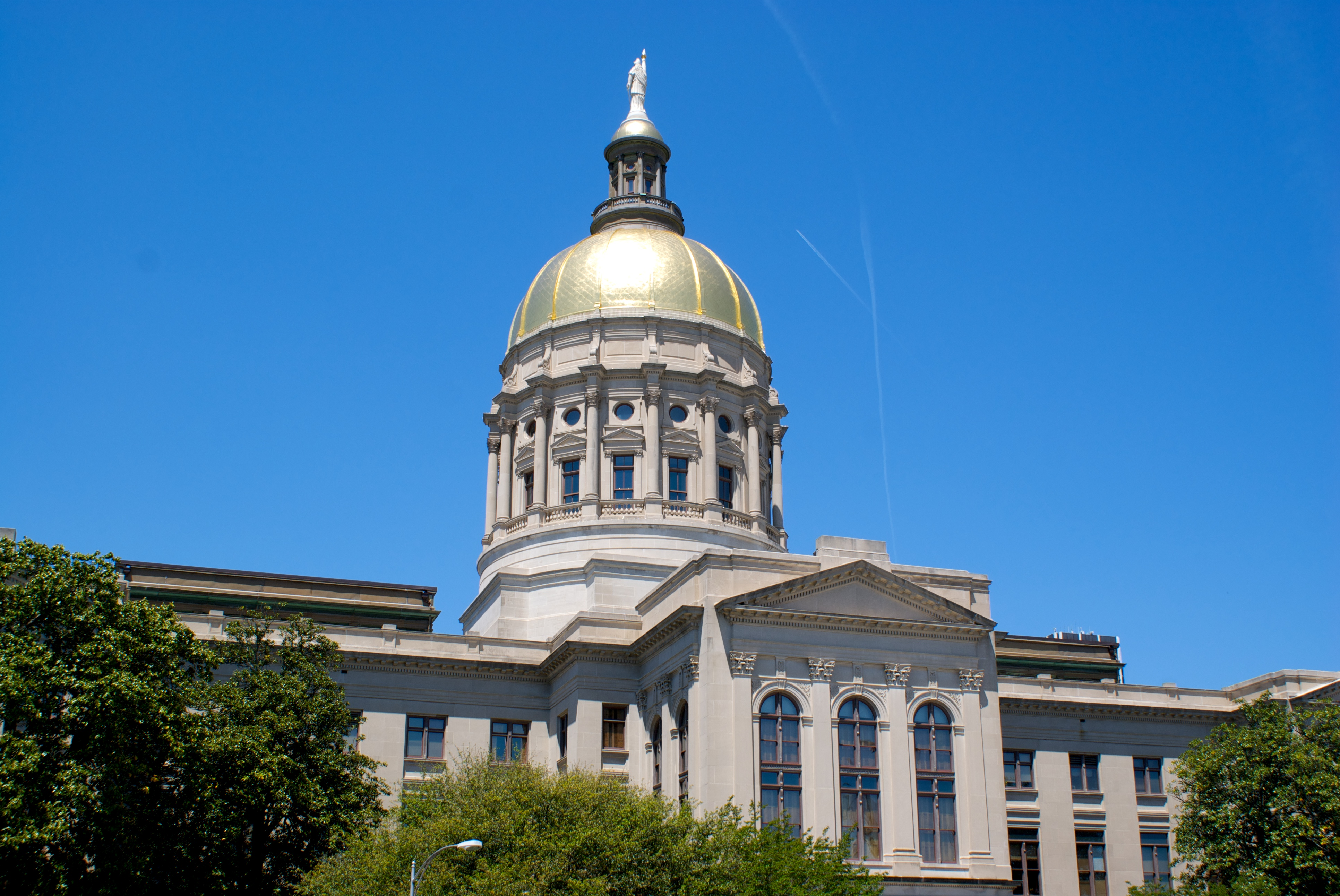
Capitólio Estadual da Geórgia em Atlanta.

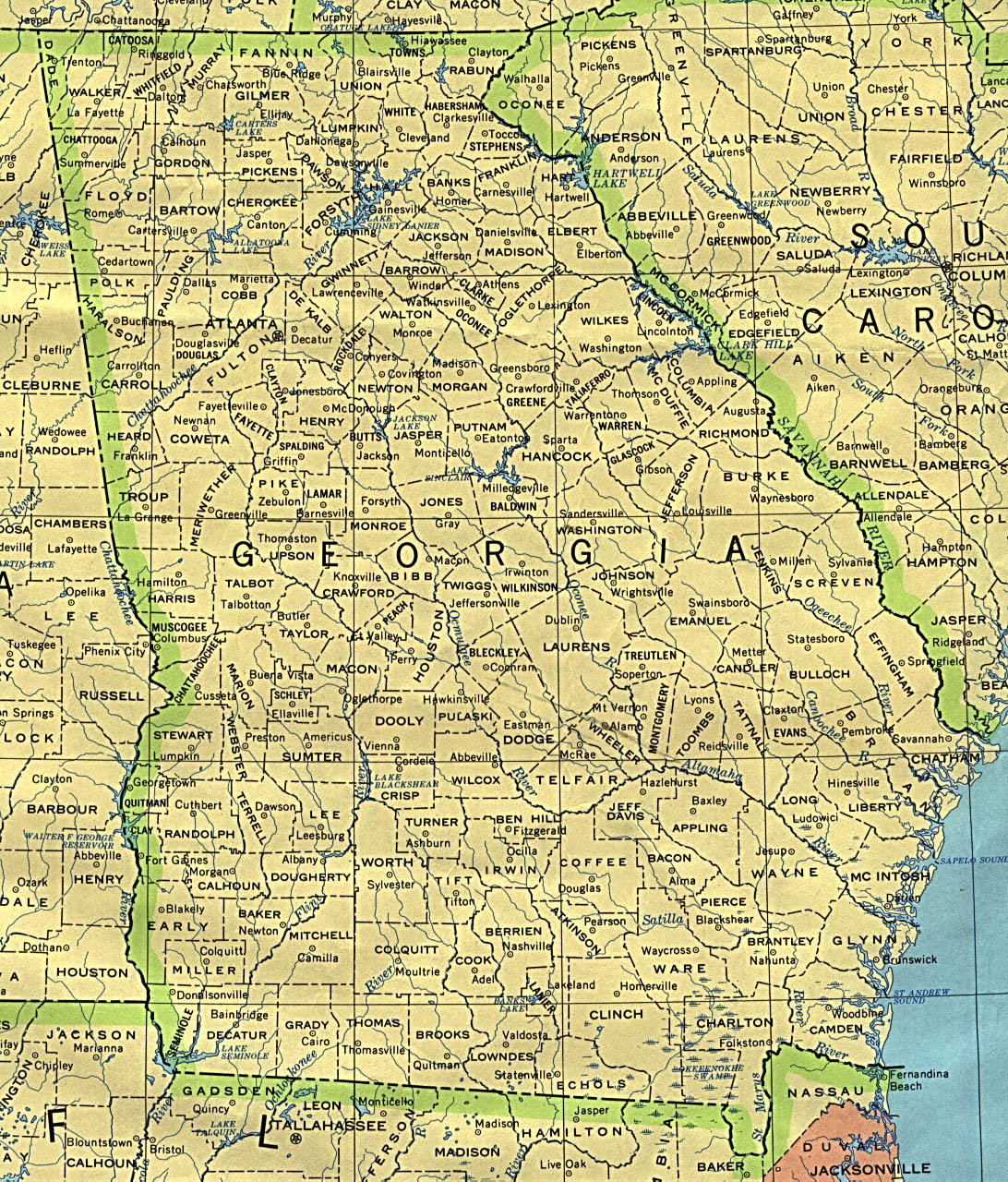
Mapa da Geórgia e de seus 159 condados.

A atual constituição da Geórgia foi adotada em 1982. Constituições mais antigas foram adotadas em 1777, 1789, 1799, 1861, 1865, 1868, 1877, 1945, 1976. No total, foram dez constituições criadas, mais do que qualquer outro estado americano. Emendas à constituição são propostas pelo Poder Legislativo da Geórgia, e para ser aprovada, precisa ser aprovada por ao menos 51% do Senado e da Câmara dos Representantes do Estado, em duas votações sucessivas, e então por 51% ou mais da população eleitoral da Geórgia, em um referendo. Emendas também podem ser propostas e introduzidas por convenções constitucionais, que precisam receber ao menos a aprovação de 67% dos votos de ambas as câmeras do Poder Legislativo e 51% dos eleitores do estado em um referendo.
O principal oficial do Poder Executivo da Geórgia é o governador. Este é eleito pelos eleitores do estado para mandatos de até quatro anos de duração. Uma dada pessoa pode exercer o cargo de governador apenas duas vezes. O governador da Geórgia administra o orçamento do estado, e assim sendo, o governador possui grande poder sobre as finanças do Estado. Além disso, o governador da Geórgia possui a responsabilidade de indicar mais de mil oficiais diferentes para cargos no governo estadual, um dos maiores do país. Estes indicados precisam ser aprovados pelo Legislativo da Geórgia.
O Poder Legislativo da Geórgia é constituído pelo Senado e pela Câmara dos Representantes. O Senado possui um total de 56 membros, enquanto que a Câmara dos Representantes possui um total de 180 membros. A Geórgia está dividido em 56 distritos senatoriais e 180 distritos representativos. Os eleitores de cada distrito elegem um senador/representante, que irão representar tal distrito no Senado/Câmara dos Representantes. Até 1960, estes distritos estavam organizados de tal forma que cada uma tivesse o mesmo tamanho. Porém, o grande crescimento da população das cidades do estado passou a indicar que a população rural, da Geórgia, em crescente declínio, tinha o poder do governo. Em 1960, o governo passou a reorganizar estes distritos, de forma que cada uma tivesse população similar. O termo de tanto dos senadores quanto dos representantes é de dois anos. Não há limite em número de termos que uma dada pessoa pode exercer.
A corte mais alta do Poder Judiciário da Geórgia é a Suprema Corte da Geórgia, composta por sete juízes. A Geórgia também possui uma Court of Appeals, composta por nove juízes. O estado também está dividido em 45 distritos judiciários, cada uma com uma Corte Superior (de caráter regional), tendo entre um a doze juízes — dependendo da população do Distrito. Todos os juízes do Judiciário são eleitos pela população do estado (no caso dos juízes da Suprema Corte e da Court of Appeals) ou pela população dos distritos judiciais (no caso dos juízes destes dados distritos) para mandatos de até seis anos de duração — com exceção do distrito judicial de Atlanta, onde o termo de ofício é de oito ano
A Geórgia está dividido em 159 condados — mais do que qualquer outro estado americano com exceção do Texas. A grande maioria destes condados — 149 — são governados por conselhos de comissionadores, compostos por três a onze membros. As outras dez são administradas por um único comissionador. Todos os comissionadores são escolhidos pela população dos respectivos condados, a termos de dois, quatro ou seis anos de duração — na maioria dos condados da Geórgia, o termo de ofício dos comissionadores é de quatro anos. Estes comissionadores possuem autoridade legislativa e executiva sobre o condado.
A maior parte das 536 cidades da Geórgia é governada por um prefeito e por um conselho municipal. Todas estas cidades são consideradas cidades primárias (cities), e não existem cidades secundárias (towns) ou vilas, nem cidades independentes. A Geórgia possuiu cinco diferentes capitais de estado ao longo de sua história. Savannah foi a primeira capital da Geórgia, durante o período colonial americano, alternando-se com Augusta. Por uma década a capital do estado foi Louisville. Entre 1806 até a Guerra Civil Americana, Milledgeville serviu como capital estadual. Em 1868, Atlanta tornou-se a quinta capital da Geórgia, sendo a capital do estado até os dias atuais. O legislativo do estado já realizou encontros em outros locais temporários, como Macon, especialmente durante a guerra civil.
Cerca de metade da receita do orçamento do governo da Geórgia é gerada por impostos estaduais, sendo o restante vem de verbas recebidas do governo federal e de empréstimos. Em 2002, o governo do estado gastou 30,053 bilhões de USD, tendo gerado 24,847 bilhões de USD. A dívida governamental da Geórgia é de 8,243 bilhões de USD. A dívida per capita é de 965 USD, o valor dos impostos estaduais per capita é de 1 612 USD, e o valor dos gastos governamentais per capita é de 3 517 USD. A Geórgia possui uma das menores dívidas governamentais per capita entre qualquer estado americano, atrás somente do Arizona, do Kansas e do Tennessee.
Politicamente, em tempos atuais, a maior parte do estado é dominado pelo Partido Republicano. Porém, entre o fim da Guerra Civil Americana, quando o governo americano impôs governadores republicanos no Estado, até a década de 1960, todos os governadores do estado foram democratas. Os republicanos passaram a ganhar desde então crescente força política no Estado. Em eleições federais, até 1964, a população da Geórgia votava majoritariamente nos candidatos democratas, ainda que desde então as eleições presidenciais americanas tenham sido muito acirradas na Geórgia.

## Demografia
De acordo com o censo nacional de 2000, a população da Geórgia em 2000 era de 8 186 453 habitantes, um crescimento de 25,8% em relação à população do estado em 1990, de 6 508 419 habitantes. Uma estimativa realizada em 2006 estima a população do estado em 9 363 941 habitantes, um crescimento de 43,8% em relação à população do estado em 1990, de 14,3% em relação à população do estado em 2000, e de 2,5% em relação à população estimada em 2005.
O crescimento populacional natural da Geórgia entre 2000 e 2006 foi de 438 939 habitantes — 849 414 nascimentos menos 410 475 óbitos — o crescimento populacional causado pela imigração foi de 228 415 habitantes, enquanto que a migração interestadual resultou no ganho de 378 258 habitantes. Entre 2000 e 2006, a população da Geórgia cresceu em 1 177 125 habitantes, e entre 2005 e 2006, em 231 388 habitantes. As taxas de crescimento populacional da Geórgia são uma das mais altas do país, e o estado é atualmente o nono mais populoso dos Estados Unidos.
Cerca de 90,1% da população de Geórgia com mais de 5 anos de idade possuem o inglês como idioma materno, com 5,6% tendo o espanhol como idioma materno. O francês é o terceiro idioma mais falado no estado, sendo o idioma materno de 0,6% da população da Geórgia, seguido pelo alemão e pelo vietnamita, cada uma com 0,4%. 7,3% da população do estado possui menos de 5 anos de idade, 26,5% possui menos de 18 anos de idade, e 9,6% possui 65 anos ou mais de idade.

### Raça e etnias
Composição racial da população da Geórgia:
- 62,6% Brancos
- 28,7% Afro-americanos
- 5,3% Hispânicos
- 2,1% Asiáticos
- 0,3% Nativos indígenas
- 1,4% Duas ou mais raças

Os cinco maiores grupos étnicos do estado são afro-americanos, americanos, britânicos, alemães e irlandeses.
Historicamente, cerca de metade da população da Geórgia era composta por escravos negros. A Grande Migração de afro-americanos do Sul em direção aos Estados industrializados do Norte americano, durante 1910 e 1960, bem como a crescente migração de brancos no estado após 1970, reduziram a proporção dos afro-americanos na população do Estado. Atualmente, afro-americanos continuam dominantes em condados rurais da região centro-leste e do sudeste do Estado, bem como na cidade de Atlanta e seus subúrbios meridionais.
Muitos brancos, como outros sulistas, geralmente descrevem sua ascendência no censo americano como "americano", "Estados Unidos" ou simplesmente "sulista". Brancos de ascendência americana — primariamente de ascendência britânica — são proeminentes nas montanhas do norte e na região setentrional do Piemonte, bem como em certas regiões pantanosas do sudeste. Habitantes que reivindicam ascendência britânica dominam os subúrbios setentrionais de Atlanta.

### Religião
Percentagem da população da Geórgia por afiliação religiosa:
- Cristianismo — 85%
  - Protestantes — 76%
    - Igreja Batista — 39%
    - Igreja Metodista — 12%
    - Igreja Presbiteriana — 3%
    - Igreja Pentecostal — 3%
    - Outras afiliações protestantes — 19%

  - Igreja Católica Romana — 8%
  - Outras afiliações cristãs — 1%
- Judeus — 2%
- Outras religiões — 2%
- Não-religiosos — 13%

### Principais cidades

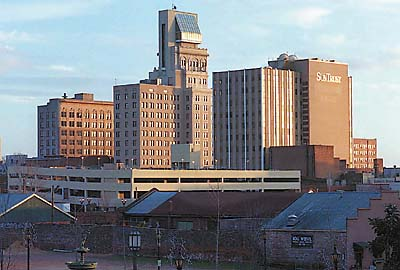
Augusta.

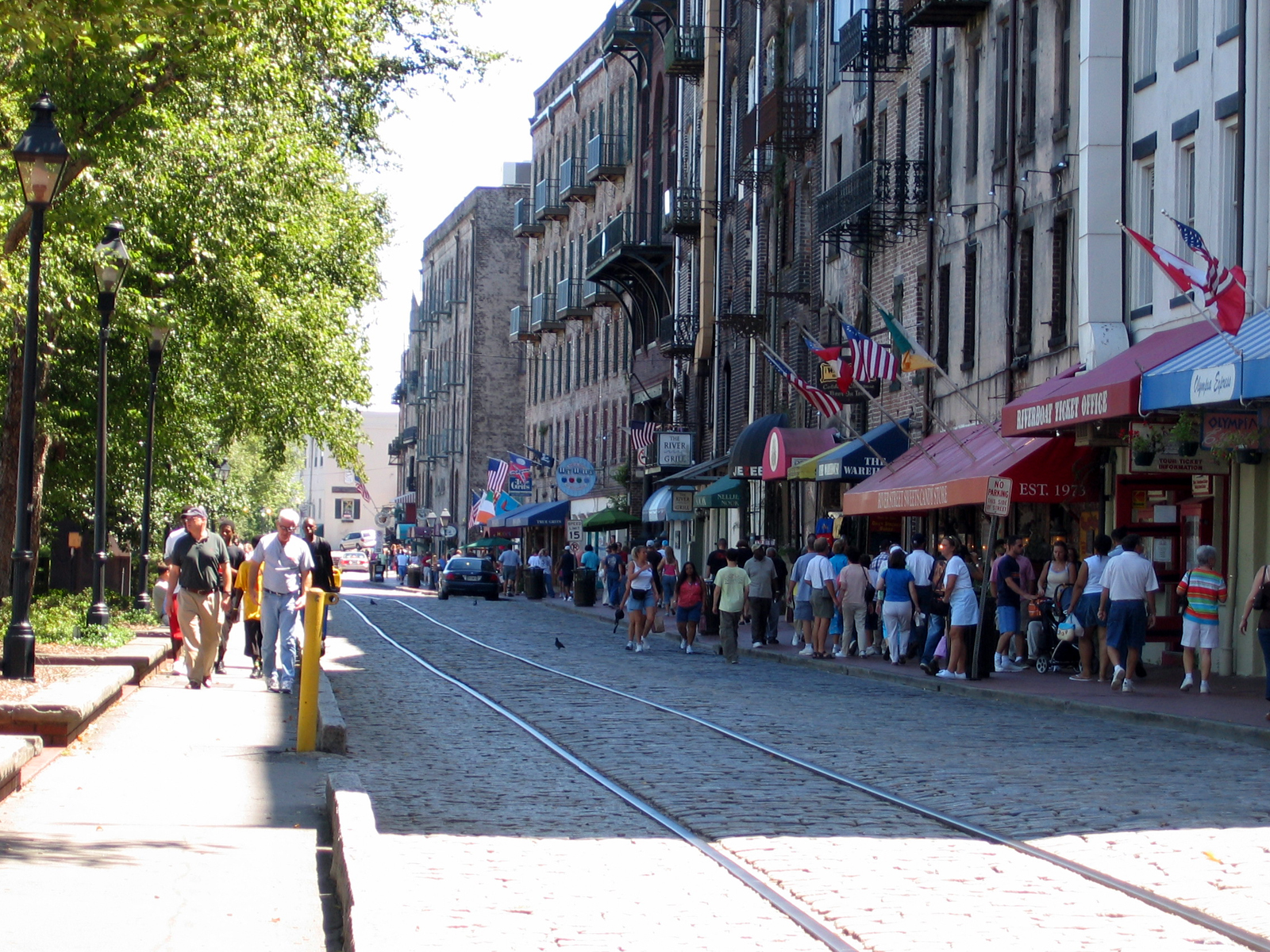
Savannah.

Cerca de 67% da população da Geórgia vive em áreas urbanas, sendo os 33% restantes vivendo em áreas rurais. Cerca de 60% da população do estado vive nas regiões metropolitanas de Atlanta, Augusta, Columbus, Savannah, Macon e Athens. Órgãos governamentais metropolitanos oficiais, porém, não existem no Estado.
Lista de principais cidades da Geórgia. A população refere-se à área urbanizada das cidades.
População maior que 1 milhão de habitantes
- Atlanta (capital)

População maior que 100 mil habitantes
- Augusta
- Columbus
- Savannah
- Macon
- Athens

População maior 10 mil habitantes
- Albany
- Warner Robins
- Gainesville
- Rome
- Dalton
- Valdosta
- Brunswick
- Hinesville
- Cartersville
- Carrollton
- LaGrange
- Milledgeville
- St. Marys
- Statesboro
- Waycross
- Newnan
- Tifton
- Thomasville
- Dublin
- Americus
- Moultrie
- Calhoun
- Thomaston
- Cornelia
- Winder
- Cordele
- Jesup
- Douglas
- Cedartown
- Bainbridge
- Fitzgerald
- Summerville
- Fort Valley
- Toccoa
- Chatsworth

Importantes subúrbios de Atlanta
- Acworth
- Alpharetta
- Belvedere Park
- Braselton
- Buford
- Candler-McAfee
- Carrollton
- Cartersville
- Chamblee
- College Park
- Conyers
- Covington
- Decatur
- Doraville
- Douglasville
- Druid Hills
- Duluth
- Dunwoody
- East Point
- Fayetteville
- Five Forks
- Forest Park
- Garden City
- Griffin
- Johns Creek
- Kennesaw
- Lawrenceville
- Lilburn
- Mableton
- Marietta
- Milton
- Monroe
- Mountain Park
- Newnan
- North Atlanta
- North Decatur
- North Druid Hills
- Panthersville
- Peachtree City
- Powder Springs
- Redan
- Riverdale (Geórgia)
- Roswell
- Sandy Springs
- Smyrna
- Snellville
- Sugar Hill
- Tucker
- Union City
- Winder
- Woodstock

## Economia

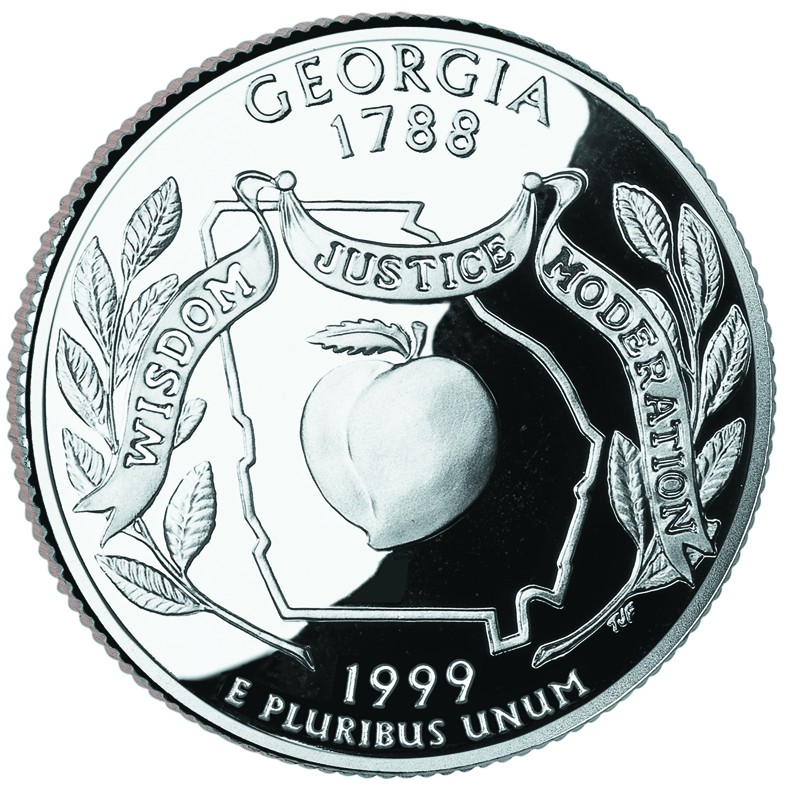
Moeda de 25 centavos de dólar americano da Geórgia.

O produto interno bruto da Geórgia foi de 515 bilhões de USD em 2016. A renda per capita do estado, por sua vez, foi de 51 933 USD. A taxa de desemprego da Geórgia é de 4,6%.
O setor primário responde por 2% do PIB da Geórgia. O estado possui 50 mil fazendas, que cobrem aproximadamente 30% da Geórgia. Juntas, a agricultura e a pecuária respondem por 1,85% do PIB do Estado, e empregam aproximadamente 120 mil pessoas. O estado possui grandes rebanhos bovinos e ovinos. Os principais produtos agropecuários produzidos no estado são galinhas e derivados — ovos e carne, dos quais a Geórgia é um dos líderes nacionais de produção anual. Carne e leite bovino e ovino também são importantes produtos da pecuária estadual. Os principais produtos cultivados na Geórgia são nozes e amendoins. O estado é o líder nacional na produção destes dois produtos. Outros produtos cultivados importantes para a economia da Geórgia são algodão, pêssego, tabaco, arroz e milho. A pesca e a silvicultura respondem juntas por 0,15% do PIB do Estado, empregando cerca de dez mil pessoas.
O setor secundário responde por 21% do PIB da Geórgia. A indústria de manufatura responde por 16,5% do PIB do Estado e emprega aproximadamente 608 mil pessoas. O valor total dos produtos fabricados no Estado é de 59 bilhões de USD. Os principais produtos industrializados fabricados no Estado são alimentos industrializados, equipamentos de transportes, produtos químicos, têxteis, maquinário, produtos de madeira, e material publicitário. A indústria de construção responde por 4% do PIB do Estado, empregando aproximadamente 270 mil pessoas. A mineração responde por 0,5% do PIB da Geórgia, empregando cerca de 9 mil pessoas. Os principais produtos minerados no estado são bauxita, mármore, granito e magnésio.
O setor terciário responde por 77% do PIB da Geórgia. Cerca de 19% do PIB do estado vêm de serviços comunitários e pessoais. Este setor emprega mais de 1,3 milhões de pessoas. O comércio por atacado e varejo responde por 18% do PIB do estado, e emprega aproximadamente um milhão de pessoas. Serviços financeiros e imobiliários respondem por cerca de 16% do PIB do Estado, empregando aproximadamente 307 mil pessoas. Serviços governamentais respondem por 12% do PIB da Geórgia, empregando aproximadamente 680 mil pessoas. Transportes, telecomunicações e utilidades públicas empregam cerca de 272 mil pessoas, e respondem por 12% do PIB da Geórgia. 65% da eletricidade gerada no Estado é produzida em usinas termelétricas a carvão, 30% em usinas nucleares, sendo o restante gerado em usinas hidrelétricas.

## Educação
Os primeiros centros educacionais da Geórgia foram criados ainda durante o século XVIII. Estas escolas rústicas, pequenas estruturas, eram construídas por comunidades rurais, em um lote fornecido por um dos fazendeiros da comunidade. Estas escolas funcionavam através da contratação de "professores-viajantes", que eram pagos para ensinarem por um certo período de tempo, e viajavam de comunidade rural a comunidade rural. Por isto, a educação comunitária da época era irregular. Estas escolas rústicas eram mantidas pela comunidade local, e de livre acesso para qualquer criança branca. Ricos latifundiários, por sua vez, contratavam professores do Norte do país, como tutores particulares para seus filhos.
No início do século XIX, a Geórgia construiu algumas escolas públicas nas principais cidades do Estado — com o porém de não fornecerem verbas para estas escolas após sua fundação, sendo que estas escolas eram obrigadas a cobrar pelo fornecimento de serviços educacionais. Algumas cidades e condados assumiram os custos da educação pública, porém, a maior parte era privada, com algumas destas escolas permitindo que estudantes estudassem caso concordassem em trabalhar nas fazendas controladas pela dada escola. Foi somente na década de 1870 que a Geórgia criou um sistema estadual de educação pública. Este sistema, mantido pelo governo do Estado, fornecia verbas para qualquer escola elementária do Estado. A partir de 1912, o sistema de educação pública do Estado passou a fornecer verbas também para escolas do ensino de segundo grau.
Atualmente, todas as instituições educacionais na Geórgia precisam seguir regras e padrões ditadas pelo Conselho Estadual de Educação da Geórgia. Este Conselho controla diretamente o sistema de escolas públicas do estado, que está dividido em diferentes distritos escolares. Cada cidade primária (city), diversas cidades secundárias (towns) e cada condado, é servida por um distrito escolar. Nas cidades, a responsabilidade de administrar as escolas é do distrito escolar municipal, enquanto que em regiões menos densamente habitadas, esta responsabilidade é dos distritos escolares operando em todo o condado em geral. A Geórgia permite a operação de escolas charter — escolas públicas independentes, que não são administradas por distritos escolares, mas que dependem de verbas públicas para operarem. Atendimento escolar é compulsório para todas as crianças e adolescentes com mais de sete anos de idade, até a conclusão do segundo grau ou até os dezesseis anos de idade.
Em 1999, as escolas públicas do estado atenderam cerca de 1,483 milhões de estudantes, empregando aproximadamente 90,6 mil professores. Escolas privadas atenderam cerca de 116,4 mil estudantes, empregando aproximadamente 10,7 mil professores. O sistema de escolas públicas do estado consumiu cerca de 8,537 bilhões de USD, e o gasto das escolas públicas foi de aproximadamente 6,5 mil USD por estudante. Cerca de 85,1% dos habitantes do Estado com mais de 25 anos de idade possuem um diploma de segundo grau.
A primeira biblioteca da Geórgia foi criada em 1736. A primeira biblioteca pública, por sua vez, foi criada em 1888. A Geórgia possui atualmente 57 sistemas de bibliotecas públicas, que movimentam anualmente uma média de 4,6 livros por habitante.
A primeira instituição de educação superior fundada na Geórgia foi a Universidade da Geórgia, fundada em 1785, em Athens. Esta universidade é atualmente parte do Sistema de Universidades da Geórgia, que administra cerca de 35 faculdades e universidades diferentes. Atualmente, o Estado possui cerca de 124 instituições de educação superior, dos quais 74 são públicas e 50 são privadas. Destas instituições, cerca de 30 eram universidades, sendo o restante faculdades. Foi uma das primeiras instituições de educação superior privadas do país, embora somente tenha aberto em 1801. A Universidade da Geórgia

## Transportes e telecomunicações

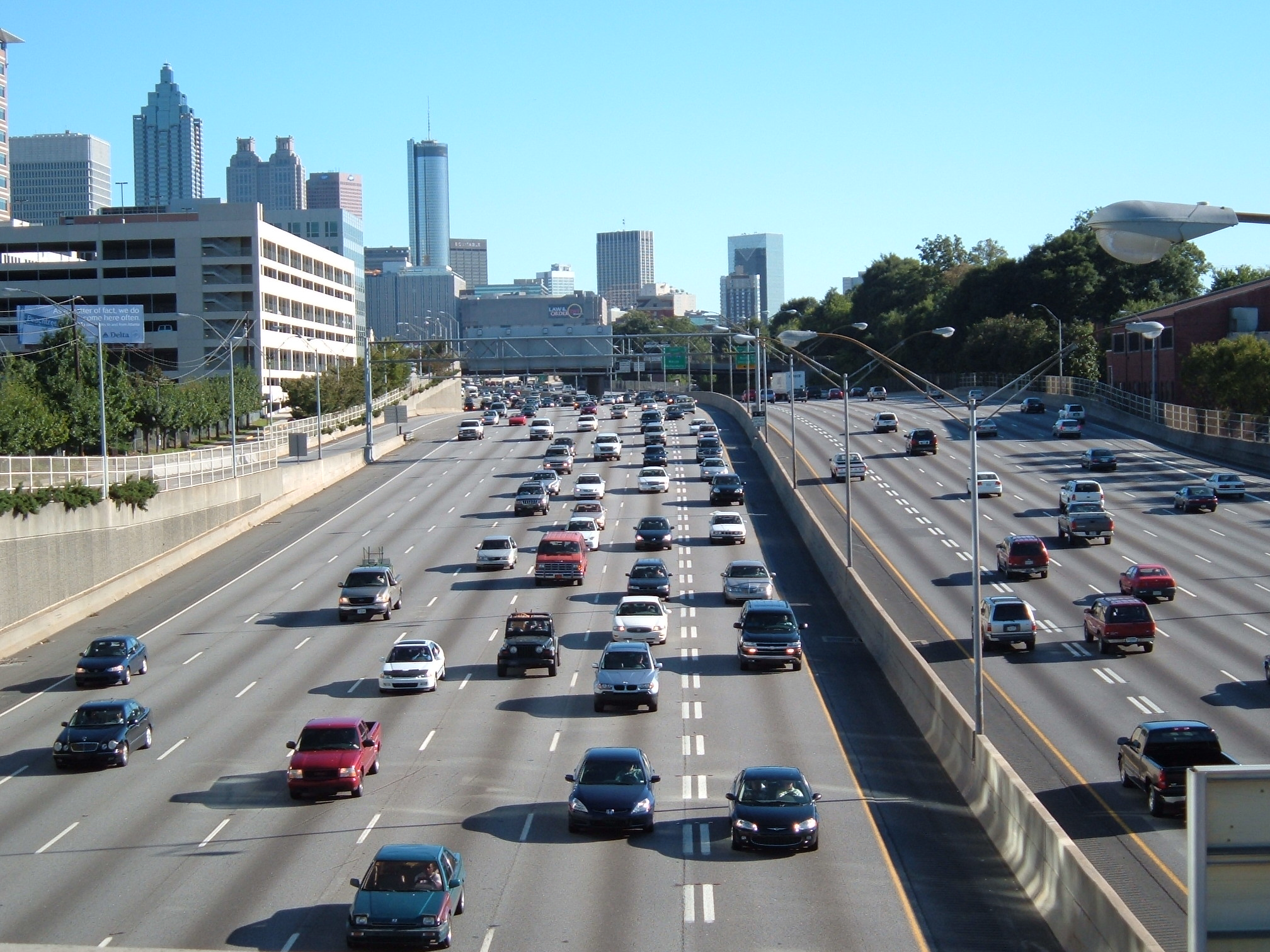
Via expressa em Atlanta, um dos principais pólos de transporte dos Estados Unidos.

A Geórgia é atualmente o principal polo de transportes do Sul americano. As principais rodovias pavimentadas do Estado foram inauguradas no início do século XX, e a grande maioria das estradas estaduais de menor porte foram pavimentadas nas décadas que se seguiram à Segunda Guerra Mundial. Atlanta é o principal centro rodoviário da Geórgia. A Geórgia, em 2003, possuía 187 543 km de vias públicas, dos quais 2 004 km eram rodovias interestaduais, considerados parte do sistema federal rodoviário dos Estados Unidos.
O estado possui uma extensiva malha ferroviária. Atlanta, além de ser o principal polo ferroviário do Estado, é também o principal polo ferroviário da região Sul dos Estados Unidos. Em 2002, a Geórgia possuía 7 530 km de ferrovias.
Atlanta abriga atualmente o aeroporto mais movimentado do mundo, em número de passageiros atendidos — Aeroporto Internacional Hartsfield, que movimenta cerca de 82 milhões de passageiros por ano. Savannah é o principal centro portuário da Geórgia, sendo um dos portos mais modernos em atividade no país.
O primeiro jornal publicado na Geórgia foi o Georgia Gazette, tendo sido publicado pela primeira vez em Savannah em 1763. O jornal mais antigo do Estado ainda em publicação, por sua vez, é o Augusta Chronicle, de Augusta, tendo sido publicada pela primeira vez em 1785. Em 1828, o primeiro jornal voltado a nativos americanos foi publicano em New Echota e, 1828, publicado em inglês e em cherokee. Atualmente, são publicados na Geórgia 256 jornais, dos quais 32 são diários. São impressos no Estado cerca de 200 periódicos.
A primeira estação de rádio da Geórgia foi fundado em 1922, em Atlanta. Esta estação de rádio, código WSW, foi também a primeira a operar no Sul, e também a primeira a possuir programas noturnos regulares. O slogan do WSW, que ainda está em operação presentemente, era "A Voz do Sul". A primeira estação de televisão foi fundada em 1948, em Atlanta. Atualmente, o Estado possui 257 estações de rádio — dos quais 127 são AM e 130 são FM — e 32 estações de televisão. Atlanta é sede de diversas companhias de televisão importantes e mundialmente conhecidas, tais como a CBS, CNN, TBS e o TNT.

## Esportes

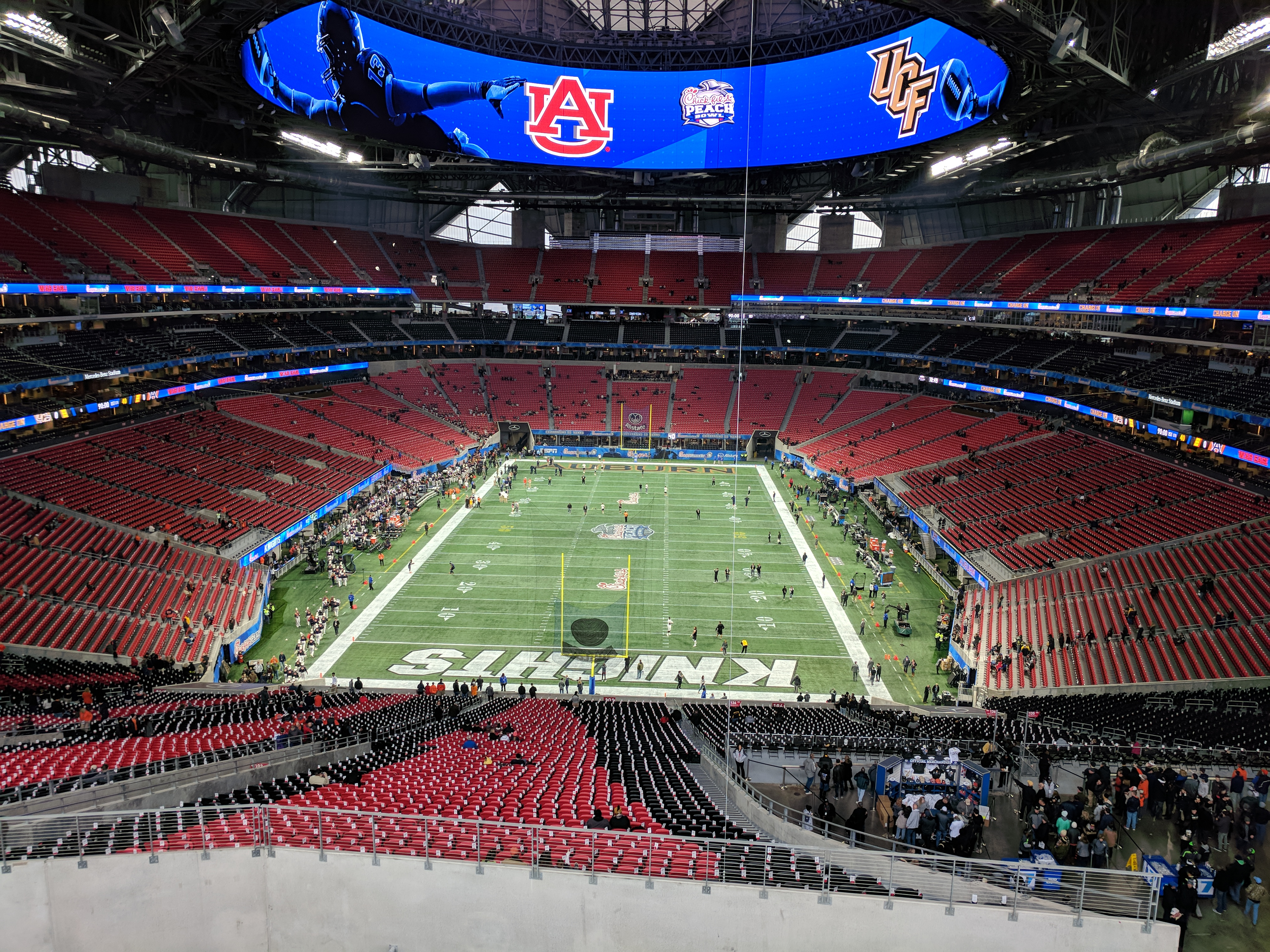
Mercedes-Benz Stadium em Atlanta, casa do Atlanta Falcons.

O estado da Geórgia possui equipes em quatro grandes ligas profissionais: no beisebol o Atlanta Braves da MLB, no futebol americano o Atlanta Falcons da NFL, no basquetebol o Atlanta Hawks da NBA e no futebol o Atlanta United FC da MLS.
Os Jogos Olímpicos de Verão de 1996 ocorreram em Atlanta. O estádio (Centennial Olympic Stadium que foi construído para sediar vários eventos olímpicos foi convertido no Turner Field, casa do Atlanta Braves até 2016. No golfe o estado sedia o Masters Tournament, o primeiro dos quatro Majors da PGA Tour.
O Atlanta Motor Speedway em Hampton abriga uma corrida de carros da NASCAR e o Road Atlanta em Braselton a corrida de carros esportivos de resistência Petit Le Mans.

## Características

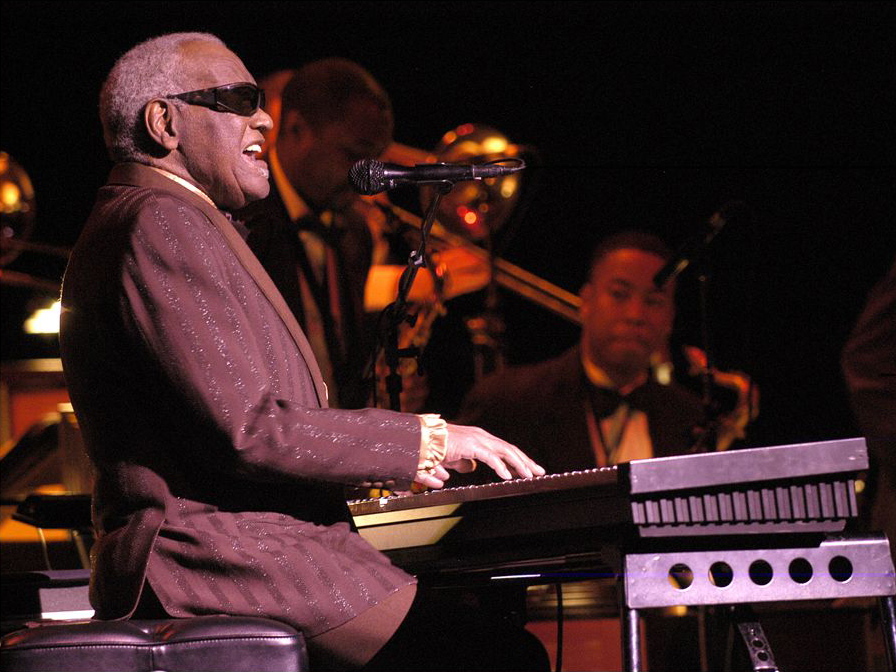
Ray Charles, um dos maiores cantores da história americana, era natural da Geórgia.

### Símbolos do estado
- Anfíbio: Hyla cinerea
- Árvore: Quercus virginiana
- Borboleta: Papilio glaucus
- Bebida: Coca-Cola
- Cognomes:
  - Empire State of the South
  - Peach State
- Dança: Quadrilha
- Flor: Rosa laevigata
- Fóssil: Dente de tubarão
- Fruta: Pêssego
- Inseto: Abelha
- Lema: Wisdom, justice, and moderation (Sabedoria, justiça e moderação)
- Mamífero: Baleia franca
- Mineral: Staurolita
- Música: Georgia on My Mind (Geórgia na Minha Mente) — escrita (em 1930) por Hoagy Carmichael e Stuart Gorrell e gravada por Ray Charles (em 1960), natural do Estado, foi oficializada como música do Estado em 1979.
- Pássaro: Debulhador-ruivo (Toxostoma rufum)
- Pedra: Ametista
- Peixe: Micropterus salmoides
- Réptil: Gopherus polyphemus
- Rocha: Quartzo
- Slogan: Georgia on My Mind (Geórgia na Minha Mente)